# Tesla Gigafactory 5
Die Tesla Gigafactory 5, auch Gigafactory Texas, ist eine Fabrik des US-amerikanischen Automobilherstellers Tesla in Del Valle bei Austin im US-Bundesstaat Texas.

## Geschichte
Am 22. Juli 2020 gab Tesla bekannt, dass die Gemeinde Del Valle im Travis County, ein Vorort der texanischen Hauptstadt Austin, für den Bau der Gigafactory 5 ausgewählt wurde. Die Bauarbeiten begannen bereits Ende Juli 2020. Ein erster Teil des Werks wurde im ersten Quartal 2022 fertiggestellt und am 7. April 2022 von Tesla-CEO Elon Musk offiziell eröffnet. Gebaut werden hier Model Y und Cybertruck. Für Cybertruck und  Semi soll der Produktionsstandort darüber hinaus die Hauptfabrik werden.
Anfang 2024 befand sich rund um die produzierenden Gebäude weiterhin eine große Baustelle. Im Dezember 2021 verlegte Tesla seinen Firmensitz in die Gigafactory 5.